# 孫爾令
孫爾令，字德聞，山東安丘縣人。清朝初年政治人物。

## 生平
明崇禎十五年（1642年）舉壬午科山東鄉試。明亡仕清，順治三年（1646年），登進士。授山西玉川縣知縣，抵禦姜瓖叛變。